# Флоріс III
Флоріс III (нід. Floris III; 1140/1141 — 1 серпня 1190) — граф Голландський в 1157—1190 роках, граф Зеландський в 1167—1190 роках.

## Життєпис
Походив з династії Герульфінгів. Другий син Дірка VI, графа Голландії, та Софії фон Зальм-Рейнек. Народився 1140 або 1141 року в Гаазі. Після смерті старшого брата Дірка у 1151 році став спадкоємцем трону.
1157 року після смерті батька успадкував графство Голландія. 1158 року супроводжував імператора Фрідріха I у поході до Італії.
1161 року почав війну із західними фризами. Останні сплюндрували місто Алькмар. У відповідь граф захопив міста Шаген, Вінкель і Нідорп. 1162 року оженився з сестрою шотландського короля Вільгельма I. Продовжував політику створення польдерів, активно сприяв розбудові системи гребель й каналів, що сприяло переселенню до Голландії селян. 
1165 року через греблю в Цвамердамі та зверхність у Західній Фризії вступив у конфлікт з Готфрідом ван Рененом, єпископом Утрехту. За рішенням імператора Західна Фризія опинилася під спільною владою графа і єпископа.
Того ж року захопив Зеландію й спробував оволодіти Гентом. Втім у битві біля Брюге зазнав поразки від Філіппа, намісника Фландрії, потрапивши у полон. Звільнився Флоріс III лише 1167 року, визнавши владу графів Фландрії над Зеландією (при цьому було встановлено спільне пануванням над цим графством), відмовився від зазіхань на бурграфство Гент і місто Брюге та гарантував вільну торгівлю фламандським купцям в Голландії.
1170 року велика повінь завдала чималих збитків графству. У 1176—1178 роках брав участь у військовій кампанії імператора проти міст Північної Італії. 1177 року отримав статус імперського князя. 1178 року сприяв обранню свого брата Бодуена єпископом Утрехту. 1179 року отримав від Фрідріха I право на мито в Герфліті, що збільшило надходження до скарбниці.
З кінця 1170-х років поновив війну проти західних фризів. Після того як Флоріс III захопив Тексель і Вірінгену 1184 року західні фризи підкорилися, зобов'язавшись щорічно сплачувати 4 тис. марок сріблом.
1189 року приєднався до учасників Третього хрестового походу під орудою імператора Фрідріха I. Незважаючи на смерть останнього продовжив шлях до Антіохії, де 1190 року помер від якоїсь моровиці. Графом Голландії став його син Дірк VII.

## Родина
Дружина — Ада, донька Генріха, 3-го графа Гантінгтона.
Діти:
- Мехтільда (1163—1223), дружина Арнольда, графа Альтену
- Ада (1163—1205), дружина Оттона I Асканія, маркграфа Бранденбургу
- Маргарита (1164—1203), дружина Дітриха IV, графа Клеве
- Дірк (1165—1203), граф Голландії
- Вільгельм (1167—1222), граф Голландії
- Флоріс (1169—1210), єпископ Глазго
- Бодуен (1171—1204)
- Роберт (1173—д/н)
- Беатріс (1175—д/н)
- Єлизавета (1177—д/н)
- Гедвіга (1179—д/н)
- Агнес (1181—1228), абатиса монастиря в Рейнсбурзі